# Interreligieuze Raad in Suriname
De Interreligieuze Raad in Suriname (IRIS) is een samenwerkingsverband van Surinaamse religieuze gemeenschappen. IRIS is gericht op het waarborgen van vrede en rust in Suriname en is sinds de oprichting een overlegpartner van de staat Suriname.

## Geschiedenis
Begin jaren 1970 bereikten de opvattingen uit de Latijns-Amerikaanse bevrijdingstheologie ook Suriname door de deelname van Surinaamse kerken aan de Antilliaanse Bisschoppen Conferentie en de Conferentie Van Caraïbische Kerken (CVCK). In de zoektocht naar een nieuw kerkbeeld werden brochures met vredesboodschappen uitgebracht. Tijdens het militaire regime in Suriname in de jaren 1980 moesten de kerken zich staande zien te houden en bracht het Comité Christelijke Kerken (CCK) – soms samen met islamitische en hindoeïstische koepelorganisaties – een aantal verklaringen uit die gericht waren op mensenrechten, de kwaliteit van het leven en vrouwenrechten. De extra agenda die de religieuze gemeenschappen hiermee kregen, leidde in 1988 tot de oprichting van de Interreligieuze Raad in Suriname. De naam werd bedacht door de medeoprichters Isaac Jamaludin, Aloysius Zichem en Nico Waagmeester, waarbij het acroniem IRIS symbool staat voor het gekleurde deel van het oog middenin de pupil en ook de bode is van de Griekse goden.”

## Leden
Rond 2023 kent de IRIS de volgende leden:
- Arya Diwaker
- Bisdom Paramaribo
- Madjilies Moeslimien
- Sanatan Dharm Maha Sabha
- Surinaamse Islamitische Vereniging

## Voorzitters
- Isaac Jamaludin[5]
- ?-2022: Karel Choennie[5]
- 2022-heden: Robbert Bipat[6]